# Carex caudata
Carex caudata là một loài thực vật có hoa trong họ Cói. Loài này được (Kük.) Pereda & Laínz mô tả khoa học đầu tiên năm 1970.